# الوجودية مذهب إنساني
الوجودية مذهب إنساني (بالفرنسية: L'existentialisme est un humanisme) رأي فلسفي قديم، كانت حياة البشرية يقضات وجودية، كتبه جان بول سارتر في عام 1946.ترجمه للعربية عبد المنعم الحنفي وصدر عن  الدار المصرية للطباعة و الترجمة و النشر  سنة 1964. يعتبر الكتاب منطلقًا لنقاشات الفكر الوجودي. الكتاب مبني على محاضرة بنفس العنوان ألقاها سارتر في نادي ماتنو في باريس في 29 أكتوبر، 1945. انتقد عدة مفكّرين العمال، من ضمنهم سارتر نفسه الذي رفض بعض الأفكار في الكتاب لاحقًا وندم على نشرها. 

## الملخّص
يوضّح الفيلسوف سارتر المفهوم الرئيسي للوجودية على أن وجود الشخص يسبق جوهره. العبارة «الوجود يسبق الجوهر» أصبحت لاحقًا شعارًا من شعارات التيار الوجودي. ببساطة فهذا يعني أنه ما من شيء يحدد شخصية المرء أو أهدافه إلخ، إنما الفرد وحده هو الذي يعرّف جوهره. حسب سارتر، فإن المرء «أولًا يوجد، يلقى نفسه، يندفع في العالم، ومن ثم يعرّف نفسه.»
إذًا، يرفض الفيلسوف سارتر الأعذار الحتمية، ويدّعي أنه على الكل تحمّل مسؤولية أفعالهم. يعرّف سارتر الجزع بأنه الشعور الذي يشعر به الشخص حينما يكتشف أنه مسؤول ليس عن نفسه فقط بل عن الإنسانية جمعاء. فالجزع يجعل الشخص يكتشف أن أفعاله تقود الإنسانية وتمكّنه من الحكم على الآخرين بناء على موقفهم من الحرية. والجزع يتعلّق أيضًا بمفهوم سارتر للأسى، والذي يعرّفه بأنه الاعتماد المتقفائل على مجموعة من الإمكانيات التي تجعل الأفعال ممكنة. يدّعي سارتر أنه «في تكويني نفسي، أكون الإنسان»، يعني أن فعل الفرد يؤثّر في ويكوّن الإنسانية.
يقوم أيضًا جان بول سارتر بالرد على ما يعتقد أنها تهم ضد الوجودية. فيردّ على من ينعت الوجوديّة بأنها فلسفة تشاؤمية، قائلًا: إن الفلسفة الوجودية فلسفة متفائلة لأنها في صميمها فلسفة تضع الإنسان مواجها لذاته، حرًا، يختار لنفسه مايشاء، وهذا أمر مزعج لا يعجب الناس."

## الأفكار الرئيسية للمقال

### الوجودية هي تفاؤل
يناقش سارتر في البداية الاتهامات التي وُجهت للوجودية بأنها سوداوية وقبيحة وفاضحة. يتهمها الشيوعيون بأنها تزرع اليأس، لأن الوجودية تقول إن كل الحلول مستحيلة وأن الفعل البشري غير ممكن. بينما ينتقدها المسيحيون لأنها تتجاهل جمال الحياة وتركز فقط على العار البشري والرداءة والكآبة.ويرفض سارتر هذين الاتهامين، ويجادل بأن الوجودية تعلّم أن الحياة البشرية ممكنة، وأن كل حقيقة وكل فعل يتضمن بيئة إنسانية وذاتية بشرية. الوجودية ليست إلحادية بمعنى أنها تثبت عدم وجود الله فقط، بل تقول إن وجود الله حتى لو ثبت لا يغير شيئًا. يجب على الإنسان أن يجد نفسه بنفسه ويقتنع بأنه لا شيء ينقذه من نفسه، حتى وجود الله. بهذا المعنى، الوجودية هي تفاؤل وتعليم للفعل.

### الوجود يسبق الجوهر
هذه من أهم مبادئ الوجودية. يشرح سارتر: "إذا لم يكن الله موجودًا، فهناك على الأقل كائن تكون فيه الوجودية مقدمة على الجوهر، كائن يوجد قبل أن يُعرّف بمفهوم ما، وهذا الكائن هو الإنسان أو كما يقول هايدغر: الوجود."يعني ذلك أن الإنسان يدخل العالم أولًا، ثم يعرّف نفسه لاحقًا. الإنسان ليس معرفًا مسبقًا لأنه في البداية لا شيء، "إنه يصبح ما يصنعه لنفسه."هذا المفهوم جديد في الوجودية، لأن الفكرة التقليدية كانت أن الله يخلق الإنسان وفقًا لمفهوم محدد، كما يصنع الحرفي أداة حسب تعريف معين. يعطي سارتر مثالًا على ذلك يشرح فيه أن الأداة (مثل فتاحة الرسائل) تُصنع طبقًا لتعريف وإجراء معين، وبالتالي يكون الجوهر مقدمًا على الوجود.أما الفلاسفة الإلحاديون في القرن الثامن عشر فقد ألغوا فكرة الله، لكنهم احتفظوا بمفهوم أن الجوهر يسبق الوجود، إذ يعتقدون بوجود طبيعة إنسانية ثابتة، وهو ما تعارضه الوجودية التي تقول إنه لا وجود لطبيعة إنسانية ثابتة، وأن الإنسان يعرّف نفسه بعد ولادته.

### الإنسان ليس سوى ما يصنع نفسه
هذا "المبدأ الأول للوجودية" ويسمى أيضًا الذاتية، وهو استمرار منطقي للفكرة السابقة بأن الوجود يسبق الجوهر. إذا خلقنا أنفسنا، علينا أن نقرر كيف نريد أن نخلق أنفسنا، علينا أن نقرر كيف نعيش. الإنسان مسؤول عن كونه.الهدف الأول للوجودية هو أن يمتلك كل إنسان نفسه، ويتحمل المسؤولية الكاملة عن وجوده، وهذه المسؤولية ليست فقط تجاه فرديته، بل تجاه كل البشرية.يجب على الإنسان أن يختار طريق حياته، ويجب أن يكون مقتنعًا بأن ما يختاره لا يمكن أن يكون سيئًا له، لأنه يجب أن يكون جيدًا للجميع. يصف سارتر ذلك بقوله إن مسؤوليتنا أكبر مما نظن، لأنها تشمل الإنسانية جمعاء.

### القلق شرط للفعل
يثبت سارتر أن الإنسان هو القلق. هذا القلق ينبع من مسؤولية الإنسان عن اختياراته التي تؤثر على الجميع، وهو لا يستطيع الهروب من "شعور المسؤولية العميقة". عليه أن يتساءل دائمًا ماذا لو تصرف الجميع مثلما يتصرف هو، وهل له الحق أن يكون مشرعًا للبشرية كلها؟القلق هنا ليس عائقًا، بل هو شرط للفعل، لأنه يمنع اتخاذ قرارات متهورة. يعرض سارتر مثال ضابط عسكري يتحمل مسؤولية قرار قد يؤثر على حياة جنود، ويؤكد أن هذا القلق معروف لكل من يتحمل مسؤولية كبيرة.

### الإنسان متروك
يقول الوجوديون إن شعور الإنسان بأنه متروك ينبع من غياب الله، ويجب أخذ هذا بعين الاعتبار. فالمجتمعات التي حاولت إقامة أخلاق بدون الله كانت تضطر إلى قبول قيم معينة كأمر مسلم به، مثل الصدق وعدم الكذب وعدم إيذاء الآخرين.لكن كيف يمكن أن تكون هذه القيم "مسبقة الوجود" بدون وجود الله؟ مع غياب الله، لا يوجد في عالمنا أية قاعدة مطلقة للخير.فالوجودية حسب قول دوستويفسكي: "إذا لم يكن الله موجودًا، فكل شيء مباح." الإنسان إذن وحيد، لا يجد أي دعم داخلي أو خارجي، لا قيم جاهزة ولا مبررات، هو حر.

### الإنسان حر
تلعب الحرية دورًا مركزيًا في فلسفة سارتر. الإنسان حر لأنه لا يوجد حتمية، ولا شيء يحدد تصرفاته مسبقًا. لهذا يمكنه تصميم نفسه وقيمه وقواعده الخاصة، وهو الوحيد المسؤول عن نفسه.وسارتر ينفي وجود أية قيود حقيقية من المجتمع أو الطبيعة أو الله، ويعتبرها مجرد بناءات لا تعفي الإنسان من مسؤوليته.ومع ذلك، يصف سارتر الحرية بأنها إدانة: "الإنسان محكوم عليه بالحرية. محكوم عليه لأنه لم يخلق نفسه، ولكنه حر لأنه، بعد أن ألقي في العالم، مسؤول عن كل ما يفعل." الحرية إذًا هي امتياز لكنه أيضًا عبء مدى الحياة، مع خطر اختيار الخطأ.

### لا توجد أخلاق ثابتة
يناقش سارتر نشوء القيم وما إذا كانت هناك أخلاق عامة مطلقة. يرفض فلسفة كانت التي تقوم على الأمر المطلق.ويروي حالة طالب محتار بين خيارين أخلاقيين، كلاهما لا يمكن تصنيفه صحيحًا أو خاطئًا مسبقًا. كيف يحدد أيهما أخلاقي؟ حتى الاستناد للدين لا يعطي جوابًا واضحًا.ثم يخلص سارتر إلى أنه لا توجد أخلاق ثابتة ومطلقة.

### أنا أفكر إذاً أنا موجود
يتبنى سارتر مقولة ديكارت كأساس: "لا توجد حقيقة أخرى يمكن أن تكون نقطة انطلاق سوى: أنا أفكر إذاً أنا موجود."ويعتبر هذه الحقيقة هي الحقيقة المطلقة للوعي الذاتي، وكل النظريات الأخرى مجرد احتمالات غير مؤكدة.لكن سارتر يعدل من هذه الفكرة في الوجودية ليشمل الآخر، فالوعي بالذات لا يكتمل إلا بوعي بالآخرين، الذين هم شرط لوجودنا ومعرفتنا لأنفسنا.

### الوجودية هي إنسانية
يرد سارتر أخيرًا على اتهام بأن الوجودية لا تشكل إنسانية. يشرح أن كلمة "إنسانية" يمكن أن تحمل معنيين مختلفين.الأول: نظرية ترى الإنسان غاية وقيمة عليا، وتقدر الإنسان بسبب أفعاله العظيمة، وهو معنى يرفضه سارتر، لأنه يؤدي إلى عبادة الإنسان وقد ينتهي بالفاشية.أما الثاني:إنسانية تعني أن الإنسان دائمًا خارج ذاته، يصنع وجوده بالانطلاق من خارجه. لا يوجد عالم سوى عالم الذاتية البشرية. الإنسان هو الوحيد الذي يشرع قوانينه، وهو حر في قراراته رغم شعوره بالوحدة.ويؤكد سارتر أن الإنسان لا يتحقق بالعودة إلى ذاته، بل بالبحث الدائم عن هدف خارج نفسه.

## وصلات خارجية
- الوجودية مذهب إنسانيّ